# Paul Niculescu-Mizil

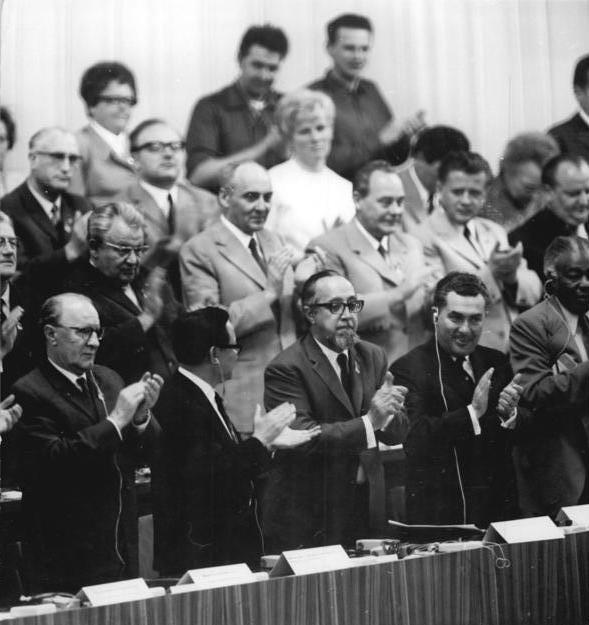
Paul Niculescu-Mizil auf dem VIII. Parteitag der SED, erste Reihe rechts, 1971

Paul Niculescu-Mizil (* 25. November 1923; † 6. Dezember 2008 in Bukarest) war ein rumänischer kommunistischer Politiker und mehrere Jahre Stellvertretender Ministerpräsident Rumäniens.

## Leben
Niculescu-Mizil trat 1945 der Rumänischen Kommunistischen Partei (PCR) bei. In den folgenden Jahren stieg er vom Rektor der Parteihochschule „Ștefan Gheorghiu“ 1955 zum Stellvertretenden Direktor des Historischen Instituts der PCR auf und wurde zugleich bis 1989 Mitglied des Zentralkomitees (ZK) der PCR. Bereits im folgenden Jahr wurde er Leiter der Abteilung Propaganda des ZK der PCR und bekleidete dieses Amt bis 1968. 1965 erfolgte seine Wahl zum Mitglied des Politischen Exekutivkomitees des ZK, dessen Mitglied er ebenfalls bis zum Sturz von Nicolae Ceaușescu 1989 blieb.
1972 wurde er zum Stellvertretenden Ministerpräsidenten Rumäniens ernannt. Neben diesem Amt bekleidete er zunächst bis 1976 auch das Amt des Ministers für Erziehung und Unterricht, ehe er zwischen 7. März 1978 und 30. März 1981 zusätzlich Finanzminister war. Im Anschluss daran wurde er bis 1989 Präsident des Staatsunternehmens CENTROCOOP.
Für seine Verdienste um die Kommunistische Partei Rumäniens wurde er unter anderem 1961 mit der Medaille zum „40. Jahrestag der Gründung der PCR“ („A 40-a aniversare de la înființarea Partidului Comunist din România“) ausgezeichnet. Im August 2008 unterzog er sich bereits schwer erkrankt einer Operation in Deutschland.
Nach dem Fall Ceaușescus wurde er zu drei Jahren Gefängnis verurteilt, wurde aber von Präsident Ion Iliescu begnadigt.

## Veröffentlichungen
- „De la Comintern la Comunism Naţional“